# Xã Harrison, Quận Ward, Bắc Dakota
Xã Harrison (tiếng Anh: Harrison Township) là một xã thuộc quận Ward, tiểu bang Bắc Dakota, Hoa Kỳ. Năm 2010, dân số của xã này là 1.872 người.